# Greentop (Missouri)
Greentop − miasto w położone w środkowej części Stanów Zjednoczonych, w stanie Missouri, w hrabstwie Adair.
W 2011 roku populacja miasta wynosiła 442 mieszkańców.